# Dicarbollide

Numérotation des clusters nido-11.

Un dicarbollide est un anion de formule chimique [C2B9H11]2−. Il en existe de nombreux isomères, les plus courants étant le 1,2-dicarbollide dérivé de l'orthocarborane C2B10H12. Ces dianions fonctionnent comme ligands de manière apparentée à l'anion cyclopentadiénure [C5H5]−. On connaît également des dicarbollides substitués, tels que [C2B9H10(pyridine)]− (avec une pyridine liée à un atome de bore) et [C2R2B9H9]2− (avec des groupes R liés aux atomes de carbone).
On peut obtenir des dicarbollides par dégradation sous l'effet d'une base de dicarboranes à 12 sommets. Ce mode de dégradation des dérivés ortho a été particulièrement étudié. La conversion se produit en deux étapes : d'abord la perte d'atomes de bore, ensuite la déprotonation.
C2B10H12 + CH3CH2Na + 2 CH3CH2OH ⟶ Na+[C2B9H12]− + H2 + (CH3CH2O)3B ;
Na+[C2B9H12]− + NaH ⟶ Na2C2B8H11 + H2.

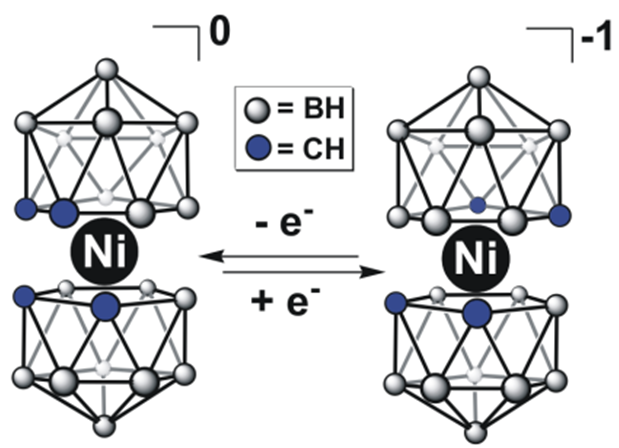
Rotamères des clusters bis(dicarbollide) de Ni(IV) et Ni(III).

Le dianion [C2B9H11]2− dérivé de l'orthocarborane est un cluster nido. Le sommet dont la coordinence est la plus élevée porte par convention le no 1, de sorte que le cluster nido portant deux atomes de carbone adjacents sur le rebord de la structure correspond à l'isomère 7,8. 
On connaît de nombreux complexes faisant intervenir un ou deux ligands dicarbollide, par exemple le complexe [(η5-7,8-C2B9H11)Mn(CO)3]−, analogue du (cyclopentadiényle)manganèse tricarbonyle (η5-C5H5)Mn(CO)3. 
La diprotonation du dianion [C2B9H11]2− donne le carborane neutre C2B9H13. La pyrolyse de ce cluster nido donne le closo-C2B9H11. L'oxydation aux chromates CrO42− de l'anion [C2B9H12]− conduit à la perte d'un atome de bore, ce qui donne le C2B7H13, qui présente deux sommets CH2.
Le complexe (η5-C5(CH3)5)(η5-C2B9H11)ZrCH3 catalyse la polymérisation des alcènes.